# Goa Su-Raj Party
El Goa Su-Raj Party (Goa Good Governance Party, literalment en català “partit del bon govern de Goa”) és un partit polític de l'Índia a l'estat de Goa. No té representació al parlament de l'estat. La seva bandera és de color blau clar amb l'emblema del partit en blanc al centre; l'emblema és un far.